# Nycteribia kolenatii
Nycteribia kolenatii is een vliegensoort uit de familie van de luisvliegen (Hippoboscidae). De wetenschappelijke naam van de soort is voor het eerst geldig gepubliceerd in 1954 door Theodor & Moscona.